# 小行星22769
小行星22769（22769 Aurelianora）是一颗绕太阳运转的小行星，为主小行星带小行星。该小行星于1999年1月19日发现。

## 轨道参数
小行星22769的轨道半长轴为3.0988367 UA，离心率为0.139。